# 십재판구 동맹
십재판구 동맹(독일어: Zehngerichtenbund, 이탈리아어: Lega delle Dieci Giurisdizioni, 프랑스어: Ligue des Dix-Juridictions)은 중세에 현 스위스 그라우뷘덴주에서 설립된 삼동맹 중 마지막으로 설립된 동맹이다. 그래서 토겐부르크 백작이 죽은 뒤 토겐부르크 백국령에서 설립되었다. 동맹은 당초 합스부르크가의 힘에 맞서기 위해 출범했지만, 회색 동맹 및 고테스가 동맹과 곧 동맹을 맺었다. 1524년에 3개의 동맹은 합류하여 삼동맹이 되어, 나폴레옹이 해산할 때까지 존재하고 있었다.

## 역사
십재판구 동맹은 세 동맹 중 가장 늦게 설립되었다. 토겐부르크령은 프레티가우 계곡, 벨포르(알브라 계곡 상류), 스트라스부르크 성(쿠어발덴), 샨피크 계곡(프레슬 지구) 및 마이엔펠트를 포함하고 있었지만, 1436년 4월 30일에 마지막 토겐부르크 백작 프리드리히 7세가 후계자도 남기지 못하고, 유언도 남기지 못한 채 사망했다. 그러자 토겐부르크의 영유권은 다른 귀족에게 할양되거나 토겐부르크 백국 전체가 합스부르크가에 상속되는지에 대한 매우 불확실한 것이 되었다. 그러나 공동체의 지도자는 제3의 길을 선택했다. 즉 프리드리히의 과부, 엘리자베스 폰 마취와의 합의에 이른 것이다. 1436년 6월 8일, 다보스에서 구 토겐부르크의 주민이 엘리자베스의 지원으로 협정을 맺었다. 10개 재판구는 다음과 같았다.
- 클로스터스
- 다보스
- 카스텔스
- 쉬어스
- 세인트 피터(샨피크의 일부)
- 랑비스
- 쿠어발덴
- 벨포르
- 마이엔펠트
- 말란스(노이 아스펠몬트의 사법 관할권 지역이었던)

이곳의 지도자들은 회의를 개최하여 자신들의 권리를 보호하고, 다른 조약과 협정에 집단적으로만 가입하며, 각 공동체로부터 재판관을 임명하고, 12년마다 협정을 재서약하기로 합의했다. 여기에 십재판구 동맹이 형성된 것이다. 이때 협정의 작성에 귀족이 관여하지 않은 것은 매우 중요한 것으로, 대신 협정에 선서를 한 것은 평민들이었다.
연맹은 7개의 지구로 분할되어 관리되었다.
- 다보스
- 클로스터스: 클로스터스-이너 슈니츠, 클로스터스-아우사슈니츠
- 카스텔: (1622년에 분할) 루차인, 예넛
- 시에르스-제비스: (1679년에 분할) 시에르스, 제위스
- 마이엔펠트 : 마이엔펠트, 말란스
- 벨포르 : 쿠어발덴, (1613년에 분할) 이너벨포르과 아우서벨포르
- 샨피크 : 세인트 피터 (아우서샨피크), 랑비스

동맹의 최초의 지도자는 다보스의 울리히 벨리로, 그 후의 의회(‘Bundstage’)는 매회 다보스에서 행해졌다. 십재판구 동맹은 곧 주위 동맹과 연결되어 결성으로부터 1년 이내(1437년까지)에 8개의 재판구가 이미 고테스가 동맹과 동맹을 맺고 있었다. 동맹 전체로서는 1450년까지 고테스하우스 동맹과 동맹했다. 1471년에는 회색동맹과 동맹하여 삼동맹을 형성했다.
토겐부르크 백작의 사후 얼마동안, 동맹은 법원과 그 판결권이 분할되어 지방 귀족에게 지배받는 것을 막지 못했다. 동맹원은 지역의 행정과 정치는 관리할 수 있었지만, 고등 재판권이나 세금과 그 과세액은 관리할 수 없었던 것이다.
동맹의 대부분은 몽포르 백작에게 주어졌고, 하단 플레티가우는 마취 백작에게, 마이엔펠트와 말란스는 브란디스 남작에게 각각 주어졌다. 몽포르 백작과 마취 백작은 각각 1470년과 1477년 토지 권리를 당시 오스트리아 대공 지크문트에 매각하고, 오스트리아 대공은 두 지역(8개 재판구 포함)을 포크타이에 통합. 포크타이는 임명된 포크트(대관)에 관리되고 있어 주로 그것은 십재판구 동맹의 성원이었다. 포크트는 루차인 부근의 카스텔성을 거성으로 삼았다.
십재판구 동맹은 1471년 이후 3동맹 중에서는 매우 활발했고, 1486년 이후 동맹병은 3동맹의 나머지 병대와 군사행동에 합류했다. 1524년에 십재판구 동맹은 삼동맹을 창설한 영구맹약에 서명했다. 그러나 동맹의 권리의 일부는 다른 귀족에게 빼앗긴 채 남았다. 예를 들어 앞서 언급한 브란디스 남작은 동맹의 일부인 마이엔펠트를 여전히 영유하고 있었다. 그러나 1509년에는 이를 신흥의 삼동맹으로 옮겨 마이엔펠트는 동맹의 포크타이가 되었다. 즉 이것은 마이엔펠트가 십재판구 동맹의 투표권을 가진 성원이었던 동시에 삼동맹의 관리하에도 있었음을 의미한다. 마이엔펠트는 삼동맹의 관리지역으로서 2차적으로 자치를 한 것이다. 고등재판권은 역시 오스트리아 대공에 빼앗겼고, 그것은 1649년부터 1652년에 동맹이 이 권리를 매입할 때까지 계속되었다. 십재판구 동맹이 삼동맹에 완전히 참여할 수 있는 것은 이때 이후이다.

## 삼동맹
1471년경 이후 3개의 동맹은 3동맹 을 결성했다. 그리고 1524년 9월 23일의 영구맹약에 의해, 나폴레옹 보나파르트가 해산할 때까지 남게 된 삼동맹 헌법을 작성했다. 그러나 동맹은 현대의 의미에서 통일국가가 아니라 3개 국가의 연합으로 공동으로 동맹의 실질적인 모든 문제는 국민투표에 의해 대처되었다. 게다가 세 동맹이 근세 유럽에서 독특했던 것은 각 동맹이 집단 결정을 근거로 통치, 방위를 한다는 공산주의적 형태를 실천했다는 점이다.
세 동맹은 보통 스위스 동맹과 동맹 관계에 있었다. 당초의 목적은 합스부르크가의 확대에 대한 대항이었지만, 1520년에 밀라노 공국과의 무소 전쟁에서 삼동맹은 보다 스위스 동맹에 접근했기 때문이다. 이 관계는 나폴레옹 전쟁이 일어나 1798년 설립된 헬베티아 공화국에 흡수될 때까지 유지되었다. 1803년 나폴레옹 중재법 이후, 세 동맹은 그라우뷘덴주의 일부가 되었다.

## 같이 보기
- 삼동맹